# 初恋スタートライン
『初恋スタートライン』（はつこいスタートライン）は、峡塚のんによる日本の漫画作品。
『なかよしデラックス』（講談社）にて1979年に連載された。

## 書誌情報
- 初恋スタートライン、初版発行日1980年4月5日
  - 失恋トライアングル／パンプキン村から…（なかよしデラックス1979）／翔んでる西遊記（1979年4月号）／やさしさ天然100%（なかよしデラックス1979年）